# Włóczno
Włóczno est une localité polonaise du gmina et du powiat de Prudnik,  en voïvodie d'Opole.